# United International Pictures
United International Pictures (UIP) est une coentreprise détenue par les studios Universal Pictures (groupe NBCUniversal) et  Paramount Pictures (groupe ViacomCBS) 
Créée en 1970 sous le nom de Cinema International Corporation, son rôle est de distribuer les films produits par les studios membres de l'alliance hors des États-Unis et de l'Angleterre.

## Historique

### CIC
En 1970, Universal Pictures et Paramount Pictures s'allient pour créer Cinema International Corporation (CIC) afin de distribuer à l'international les films des deux studios.
En 1973, Metro-Goldwyn-Mayer ferme son réseau de distribution et rejoint CIC pour ses ventes internationales (excepté les États-Unis et le Canada, gérés par United Artists). La même année, CIC investit le marché des cassettes vidéo en créant l'entité CIC Video, qui distribue les films de Paramount et Universal dans le monde entier, excepté le marché américain et anglais, pour lesquels Paramount possède Paramount Home Video, et Universal MCA Videocassette Inc (devenue par la suite MCA Home Video puis Universal Home Video). CIC Video ne concerne pas MGM, qui possède sa propre unité de vidéo, qui fut partagée par la suite avec CBS : MGM/CBS Home Video (devenue ensuite MGM/UA Home Video).

### UIP
En 1981, MGM fusionne avec United Artists, qui avait son propre réseau de distribution international, mais CIC refusa de laisser sortir MGM de l'alliance. S'ensuivit alors une réorganisation de CIC, qui prit le nom de United International Pictures.
Si CIC n'existe plus, le nom subsiste dans CIC Video, qui fut alors dirigée directement par Paramount Home Video et MCA Videocassette. CIC Video a existé jusqu'en 1999, quand Universal a racheté PolyGram et réorganisé son unité de distribution sous le nom Universal, tandis que Paramount prit le contrôle de CIC Video pour le fusionner avec son propre réseau.
MGM sortit de l'alliance en 2001, en confiant sa distribution internationale à 20th Century Fox. Le dernier film MGM sorti via UIP fut Hannibal.
Depuis 2007, UIP a beaucoup réduit sa présence internationale. Au moins 15 pays sont dorénavant dirigés séparément par Universal (Autriche, Belgique, Allemagne, Italie, Pays-Bas, Russie, Corée du Sud, Espagne et Suisse) et Paramount (Australie, Brésil, France, Irlande, Mexique, Nouvelle-Zélande et Royaume-Uni).

## Organisation
L'entreprise est basée à Londres. En 2010, UIP distribue directement des films dans 19 pays: Argentine, Chili, Colombie, Danemark, Grèce, Hongrie, Inde, Israël, Malaisie, Norvège, Panama, Pérou, Philippines (via Solar Entertainment Company), Pologne, Singapour, Afrique du Sud, Suède, Taiwan, Thailande, et Turquie. De plus, elle possède des accords de distribution avec des entreprises locales qu'elle possède dans 43 pays.

## Films distribués par United International Pictures
- 1986 : Biggles de John Hough
- 1987 : La Famille d'Ettore Scola
- 1987 : Le Cri du hibou de Claude Chabrol
- 1987 : Selon Ponce Pilate (Secondo Ponzio Pilato) de Luigi Magni
- 1988 : Bye Bye Baby d'Enrico Oldoini
- 1994 : Maniaci sentimentali de Simona Izzo
- 1999 : The Lost Son de Chris Menges
- 2001 : Save the Last Dance de Thomas Carter
- 2001 : De Vriendschap (nl) de Nouchka van Brakel
- 2003 : Love Actually de Richard Curtis
- 2006 : Le Champion du siècle (Sportman van de Eeuw) de Mischa Alexander
- 2015 : Cinquante Nuances de Grey (Fifty Shades of Grey) de Sam Taylor-Wood